# Robert Lundström
Robert Mikael Lundström, född 1 november 1989 i Skönsmons församling, Sundsvall, är en svensk fotbollsspelare som spelar för Ariana FC. Han har tidigare representerat AIK där han blev svensk mästare 2018. 

## Karriär
Lundström började spela fotboll i Kubikenborgs IF som sjuåring. Efter sju år i klubben gick han över till GIF Sundsvalls juniorlag. Därefter blev det en kort period i IFK Timrå och sedan spel i Medskogsbrons BK, som då representerades av Sundsvalls juniorlag. Han gjorde sin debut för GIF Sundsvall i Superettan den 20 april 2009 i en bortamatch mot IFK Norrköping som ersättare till skadade högerbacken Billy Berntsson.
I genrepet mot Väsby inför säsongen 2010 ådrog han sig ett benbrott i foten. Lundström är en löpvillig spelare som alltid kan öppna upp matcher när han spelar likt Mikael Lustig och Eric Larsson, också ytterbackar med ett förflutet i GIF Sundsvall.
Den 20 juli 2015 skrev Lundström på ett treårskontrakt med Vålerenga Fotball, men han skulle inte ansluta till klubben förrän 1 januari 2016. Den 23 juli blev det klart att Lundström blev en Vålerenga-spelare från den 4 augusti.
Den 21 december 2017 skrev Lundström på ett treårskontrakt med AIK. Den 8 februari 2021 återvände Lundström till GIF Sundsvall då han skrev på ett kontrakt för tre år med klubben. 
I mars 2024 värvades Lundström av Ettan Södra-klubben Ariana FC, där han skrev på ett tvåårskontrakt.